# Prilis

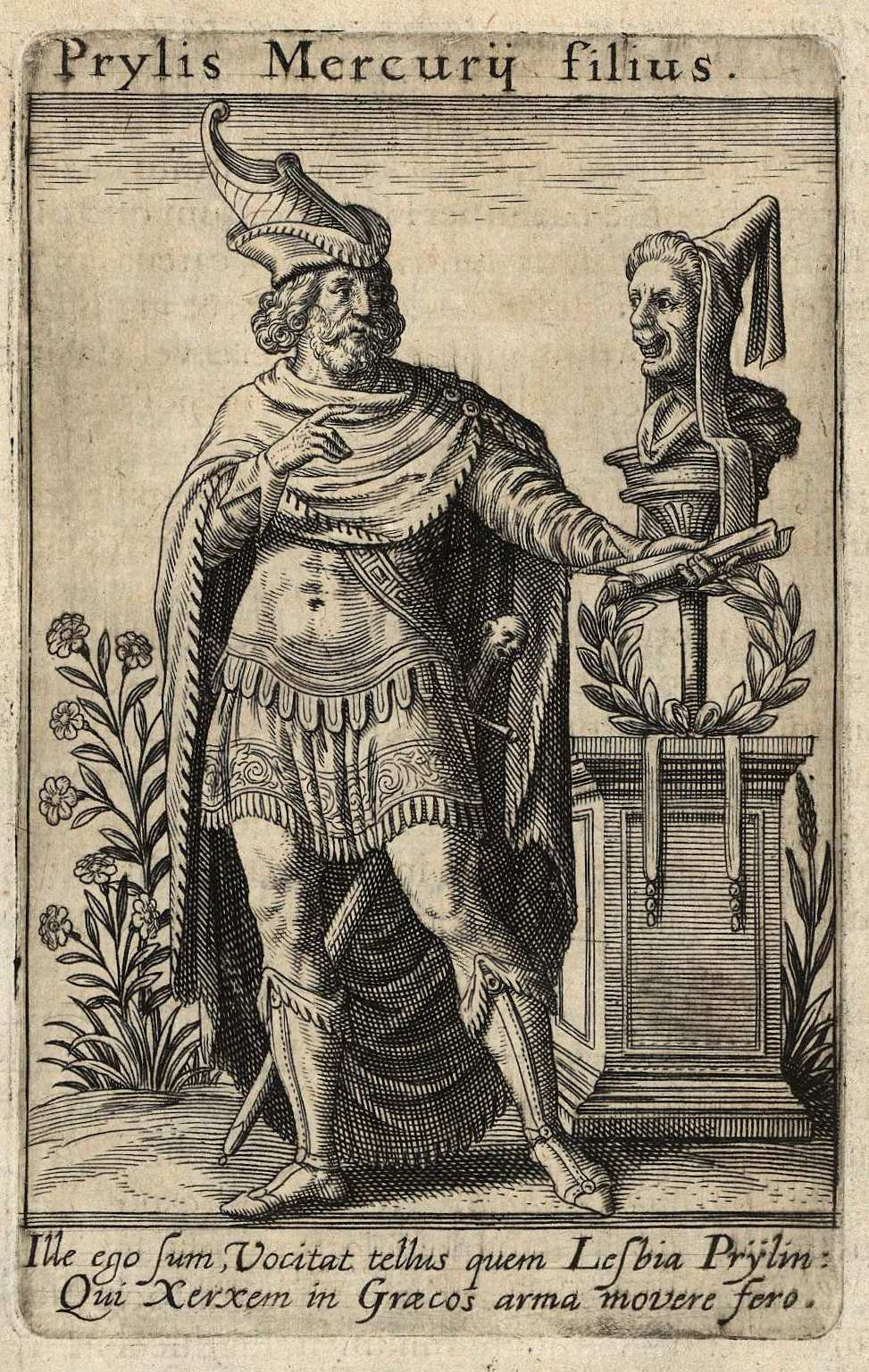
Prylis, grabado en cobre de Johann Theodor de Bry para el Tractatus posthumus de divinatione & magicis præstigiis de Jean-Jacques Boissard, Oppenheim, 1615. Biblioteca Nacional de España.

En la mitología griega, adivino de Lesbos, hijo de Hermes y de la ninfa Isa.
La diosa Atenea revela a Prilis que en la guerra de Troya, los griegos sólo podrían entrar en la ciudad construyendo un caballo de madera, el famoso caballo de Troya. El adivino, gracias a unos sobornos de Palamedes, comunica al rey Agamenón la revelación de la diosa, quien ordena a Epeo construir el caballo.